# Наводнение (фильм, 2022)
«Наводнение» — российский драматический фильм 2022 года, снятый режиссёром Иваном Твердовским.

## Сюжет
Тренер по плаванию Софья с супругом Трофимом берут на воспитание племянницу, оставшуюся сиротой. Аня, талантливая молодая спортсменка, после потери родителей замкнулась и перестала разговаривать. Это становится для девушки существенной проблемой — у неё проблемы в общении со сверстниками, некоторые из которых открыто травят её. Знакомство с молодым человеком по имени Дима из команды парней позволяет Ане почувствовать себя кому-то нужной и стать ему настоящим другом. В то же самое время отношения Софьи с Трофимом подвергаются самым серьёзным испытаниям.

## В ролях
- Анна Слю — Софья Александровна
- Софья Шидловская — Аня
- Максим Щёголев — Трофим
- Влад Прохоров — Дима
- Екатерина Стеблина — Ирина
- Наталья Павленкова — Людмила
- Владимир Майзингер — Степан
- Марина Клещёва — Светлана
- Стася Венкова — Кристина
- Угне Завистаускайте — Света Михайлова
- Елена Борщёва — Оксана

## Восприятие
Фильм получил в целом положительные отзывы профессиональной кинокритики.
Автор Film.ru Максим Ершов оценил фильм в 6 баллов. По его мнению, это «беспросветная и шокирующая драма о череде трагедий в одной семье». Антон Фомочкин в своей рецензии для «Сеанса» отметил: «Микрокосм „Наводнения“ — сырой чулан, темноту которого резко растревожили холодным лучом фонарика. На свету что-то бегает, копошится. Недвижимым остаётся только остывшее тельце самого слабого — того, кому не пережить эту чуланную ночь». Василий Корецкий («Коммерсантъ») резюмирует: «главное в трактовке Твердовским замятинского текста — это радикальное уничтожение всяких „чувств“ как апологии насилия».
В то же время критик издания «Российская газета» Дмитрий Сосновский посчитал фильм Твердовского «непролазной чернухой», снятой «с умыслом причинить зрителю максимальный дискомфорт — не только моральный, но и физический».